# Causse du Larzac
Causse du Larzac je krasová náhorní plošina ve Francii. Nachází se v jižní části Francouzského středohoří na území departementů Hérault a Aveyron. Má rozlohu okolo 1000 km² a její nadmořská výška se pohybuje mezi 600 a 900 metry. Významnými sídly jsou Millau, Lodève, L'Hospitalet-du-Larzac a La Cavalerie.
Larzac je součástí přírodního parku Grands Causses, vyhlášeného v roce 1995. Krajina je tvořena vápencem z období jury, objevují se zde četné závrty. K přírodním pozoruhodnostem patří i soutěska řeky Tarn, dosahující hloubky až 500 metrů. Žije zde muflon, prase divoké, jelen evropský, orebice rudá nebo žluna zelená. Ve středověku zde působil Řád templářů a Maltézský řád, v té době vznikly hrady Saint-Jean-et-Saint-Paul a Viala-du-Pas-de-Jaux. Od druhé poloviny devatenáctého století počet obyvatel klesá v důsledku odchodu do měst. Hlavní ekonomickou aktivitou je pastevectví ovcí a skotu, vyrábí se zde sýr roquefort. Oblastí prochází dálnice A 75.
V roce 1902 zde byl zřízen vojenský tábor a v roce 1930 Letiště Millau-Larzac. V roce 1970 představil ministr obrany Michel Debré plán na rozšíření výcvikového prostoru na rozlohu 170 km². Místní obyvatelé však odmítli své domovy opustit a do čela jejich protestního hnutí se postavil José Bové. François Mitterrand po svém nástupu do prezidentské funkce v roce 1981 oznámil, že projekt na vojenské využití Larzacu se ruší.